# ヨハン・アウグスト (アンハルト＝ツェルプスト侯)
ヨハン・アウグスト（Johann August, 1677年7月29日 - 1742年11月7日）は、アンハルト＝ツェルプスト侯（在位：1718年 - 1742年）。

## 生涯
ヨハン・アウグストはアンハルト＝ツェルプスト侯カール・ヴィルヘルムとゾフィー・フォン・ザクセン＝ヴァイセンフェルスの間に長男として生まれた。1718年に父が死去し、侯位を継承した。
1702年5月25日にツェルプストにおいて、ザクセン＝ゴータ＝アルテンブルク公フリードリヒ1世の娘フリーデリケ（1675年3月24日 - 1709年5月28日）と結婚したが、2人の間に子供は生まれなかった。
1715年10月8日にツェルプストにおいて、ヴュルテンベルク＝ヴァイルティンゲン公フリードリヒ・フェルディナント（ユリウス・フリードリヒの孫）の娘ヘートヴィヒ・フリーデリケ（1691年10月18日 - 1752年8月14日）と再婚した。しかしこの結婚でも子供は生まれなかった。
1742年にヨハン・アウグストが嗣子なく死去したため、アンハルト＝ツェルプスト家は断絶した。このため、従兄弟であるアンハルト＝ドルンブルク侯がアンハルト＝ツェルプスト侯位を継承した。

## 脚注

ヨハン・アウグストのモノグラム